# Huajicori
Huajicori é um município do estado do Nayarit, no México.